# گرانما (قایق)

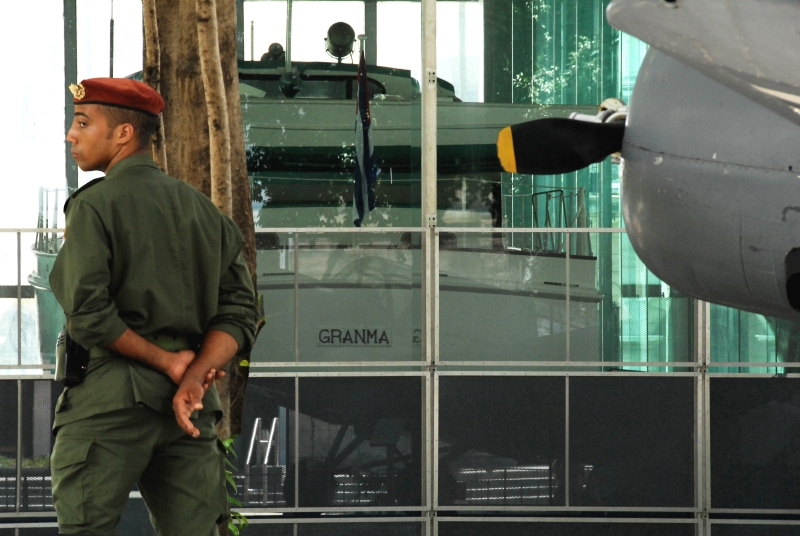
ماکت یادبود گرنما در هاوانا

گِرَنما یا گرانما قایقی بود که برای انتقال ۸۲ مبارز انقلابی کوبا در نوامبر ۱۹۵۶ با هدف سرنگونی رژیم فولخنثیو باتیستا از مکزیک به کوبا راهی شد. این قایق ۱۸ متر طول داشت و با موتور دیزل و کابین رزم‌ناو برای استفاده ۱۲ نفر در سال ۱۹۴۳ ساخته شده بود. گِرنما (به انگلیسی: Granma) در زبان انگلیسی لفظی صمیمانه برای خطاب کردن مادربزرگ است.

## برخی سرنشینان گرانما

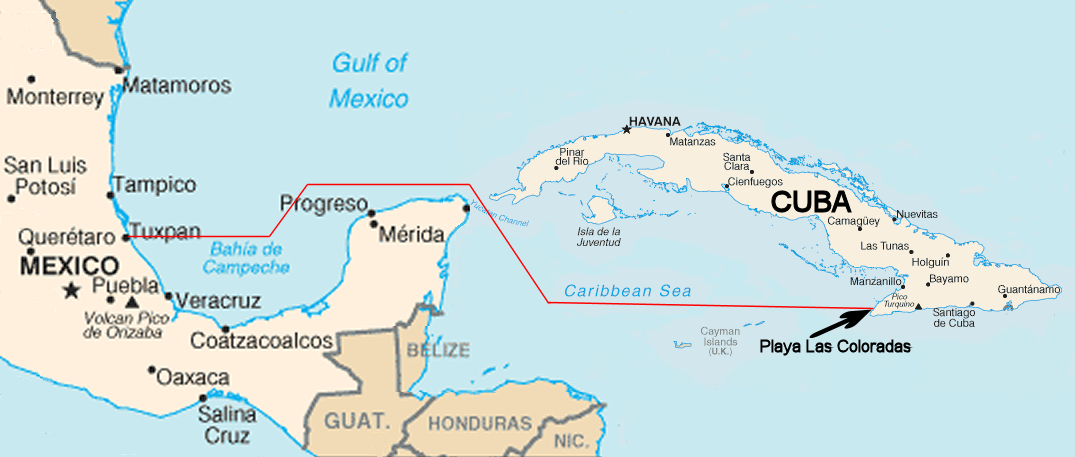
مسیر گرانما از Tuxpan به Playa Las Coloradas

- چه گوارا
- فیدل کاسترو
- خوان آلمیدا
- کامیلو سینفوئگوس
- رائول کاسترو
- ارنستو فرناندز
- رامیرو والدز